# Осенний сон (вальс)

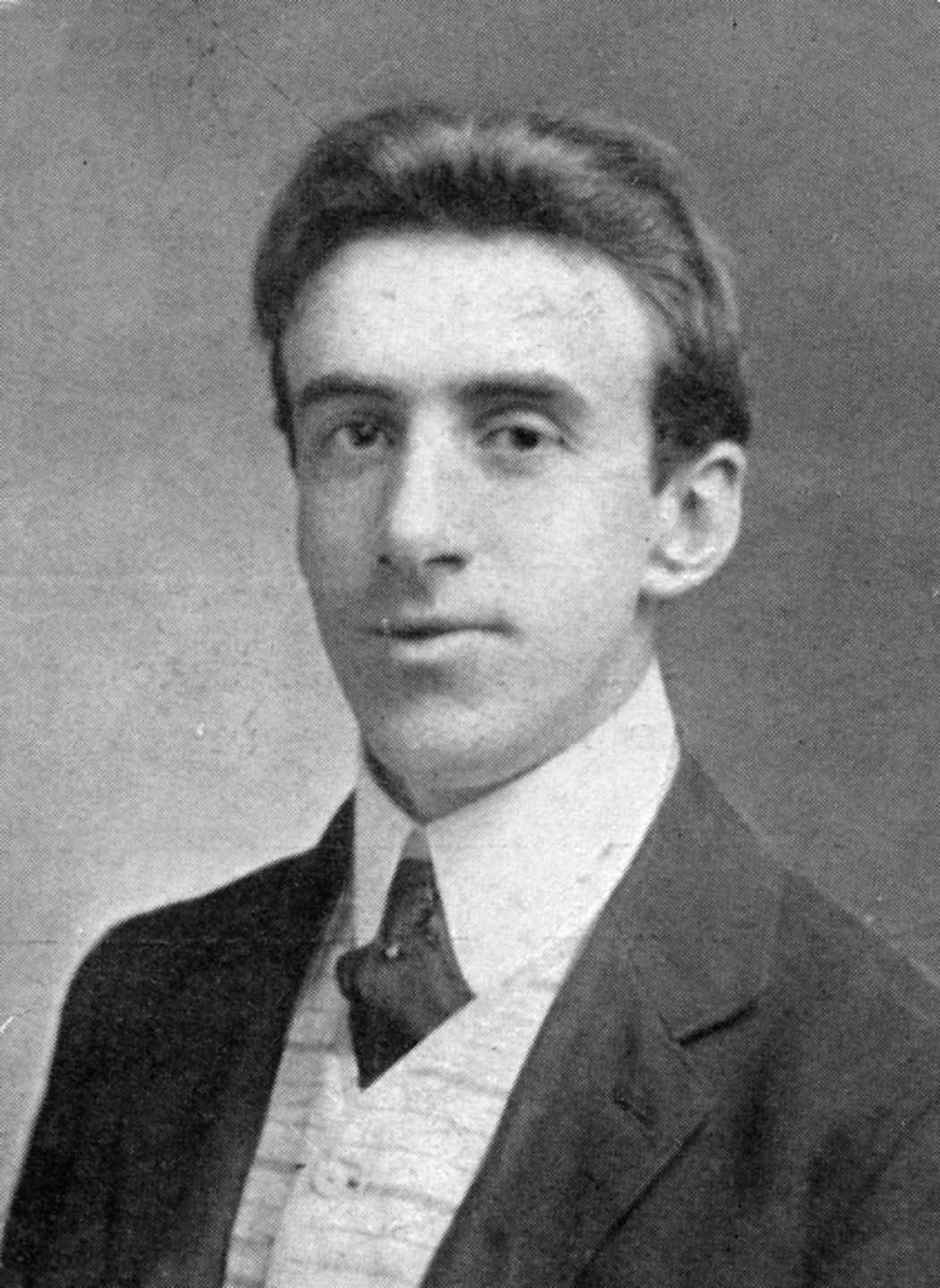
Уоллес Хартли — руководитель «Титаника» в его первом и последнем рейсе. Погиб на судне вместе со своими музыкантами

«Осе́нний сон» (фр. Songe d’Automne, англ. Autumn Dream) — вальс британского эстрадного композитора и дирижёра Арчибальда Джойса, опубликованный в 1908 году. Особенно известен тем обстоятельством, что, вероятно, именно его играл оркестр под управлением Уоллеса Хартли во время катастрофы «Титаника», чтобы успокоить пассажиров. Эту точку зрения поддержал французский историк Дидье Франкфор (Didier Francfort) в книге «Последний вальс «Титаника» (La dernière valse du Titanic; 2018). Он установил, что вальс рекомендовался для исполнения на крупных трансатлантических рейсах до Первой мировой войны. Учитывая это обстоятельство, а также ряд других фактов, Франкофор пришёл к выводу: «…я понял, что этот вальс, возможно, играли на „Титанике“, в частности, в момент его гибели. Многие свидетельства пассажиров „Титаника“, которые выжили после катастрофы, свидетельствуют в эту пользу. После знаменитого фильма часто думают, что когда корабль уходил на дно, оркестр играл „Ближе, Господь, к тебе“. Но на самом деле последней музыкой, которая звучала на погибающем судне, был „Осенний сон“ Арчибальда Джойса». Известно, что спасшийся с затонувшего парохода радист Гарольд Брайд вспоминал в интервью об обстоятельствах катастрофы: «Со стороны кормы доносилась музыка. Какая-то мелодия регтайма, не знаю какая. Потом заиграли „Осень“», что привело к предположению, что имеется в виду именно вальс Арчибальда Джойса. 
Историю вальса и его русского текста исследовал Ю. Е. Бирюков. Известно, что Джойс ещё до Первой мировой войны находился с гастролями в России. Обычно относимый к условной категории старинных, он утратил связь со страной происхождения и конкретным автором. По наблюдению Франкофора, популярность вальса являет собой пример фольклоризации «культуры, на которую одно время опирался советский режим и другие режимы. Эта тенденция заключается в том, что произведения, написанные настоящими композиторами и поэтами, представляют как творчество народа. Это делается только для того, чтобы прославить коллективное в противовес индивидуальному, придать коллективу вид живого существа. И чтобы стереть целую часть истории». Также Франкофор пришёл к выводу, что распространение вальса по всему миру связано с его популярностью в России и СССР. В Сербии вальс известен с текстом на национальном языке под названием «Осенние листья» (Jesenje lišće Архивная копия от 17 марта 2021 на Wayback Machine). Существуют версии и на других национальных языках. Мелодия вальса известна и в джазовых обработках (Джанго Рейнхардт, Сидней Беше).
В СССР вызвал реминисценции в песнях:
- времён Великой Отечественной войны «В лесу прифронтовом»[7] (слова: М. Исаковский, музыка: М. Блантер, 1942 г.). В тексте самой песни упоминается вальс «Осенний сон»[2]. За свою историю песня входила в репертуар многих известных исполнителей, таких как Ефрем Флакс (первый исполнитель песни)[2], Вадим Козин[8], Надежда Обухова[9], Майя Кристалинская[10], Соломон Хромченко, Георгий Виноградов, Иван Козловский, Алексей Покровский[11], Анатолий Александрович, Дмитрий Гнатюк, Тамара Синявская, Владимир Трошин, Людмила Гурченко, Павел Бабаков, Алибек Днишев[12], Олег Погудин[13], Татьяна Овсиенко, Екатерина Гусева, Серж Генсбур и другие[2].
- «Вальс о вальсе»[14] (слова: Е. А. Евтушенко, музыка: Э. С. Колмановский), известный в исполнении К. И. Шульженко.
- «А музыка звучит»[15], исполнявшейся Софией Ротару.